# Shenzhou 10
Shenzhou 10 (Kinesisk: 神舟十号 Shénzhōu shíhào; det guddommelige fartøj) var en 15 dage lang bemandet rumflyvning fra Kina, der som en del af Shenzhou-programmet havde opsendelse den 11. juni 2013. Det er Kinas femte bemandede rumflyvning. Shenzhou 10 havde en besætning på tre astronauter: lederen Nie Haisheng, der tidligere har været med på rumflyvningen Shenzhou 6, Zhang Xiaoguang, en tidligere eskadrillechef i Kinas luftvåben, og Wang Yaping den anden kvinde fra Kina i rummet. Xiaoguang foretog sammenkoblingen af rumfartøjet Shenzhou 10 med rumstationen Tiangong 1 den 13. juni og astronauterne udførte fysiske, tekniske, medicinske og andre videnskabelige eksperimenter om bord. Shenzhou 10 vil være den sidste rumflyvning, der besøger Tiangong 1 og landede d. 26. juni 2013.